# びざん型巡視船 (初代)
びざん型巡視船（英語: Bizan-class patrol vessel）は、海上保安庁が運用していた巡視船の船級。区分上はPS型、公称船型は特130トン型。

## 概要
海上保安庁では、特殊な波浪条件に対応できる特殊救難用の130トン型巡視船として、昭和36年度計画で「つくば」、昭和39年度計画では「あかぎ」を建造した。特に「あかぎ」は、船体重量軽減のために肋骨・縦通材・甲板・横隔壁・上部構造物はアルミニウム合金、外板は台湾ヒノキ二重張りとしており、主機関の出力強化もあり、当時の海保船艇最速の28ノットを発揮できた。
しかしこのような軽合金骨・木皮構造では、異種材料の組み合わせによる強度上の問題が指摘された。このことから、昭和40年度計画で建造する特殊救難用130トン型巡視船は、船体を全軽合金製とすることとなった。これによって建造されたのが本型である。船型は、耐波性能を重視して、深いV型（ディープVモノヘドロン船型）を採用した。主機関としては、1・2番船では三菱12DH20MTKディーゼルエンジン（単機出力570馬力）を搭載して、常用速力は19ノットとしていたが、3番船では、「あかぎ」と同じ池貝-MTU MB820Dbディーゼルエンジン（単機出力1,100馬力）に変更し、速力は23.1ノットとなった。

## 同型船一覧
| 計画年度 | #     | 船名     | 建造所               | 竣工           | 配属                         | 解役          |
| -------- | ----- | -------- | -------------------- | -------------- | ---------------------------- | ------------- |
| 昭和40年 | PS-42 | びざん   | 三菱重工業下関造船所 | 1966年3月28日  | 小松島(第五管区)             | 1987年2月26日 |
| 昭和43年 | PS-47 | あさま   | 三菱重工業下関造船所 | 1969年1月31日  | 鳥羽(第四管区)→ 萩(第七管区) | 1988年3月5日  |
| 昭和44年 | PS-48 | しらみね | 三菱重工業下関造船所 | 1969年12月15日 | 高松(第六管区)               | 1993年3月19日 |